# Carmen Gill-Casavant
Pour les articles homonymes, voir Gill et Casavant.
Carmen Gill-Casavant, née le 29 décembre 1926 à Mashteuiatsh, en bordure du lac Saint-Jean et morte le 26 août 2018, est une muséologue québécoise d'origine montagnaise. 
Elle est la fondatrice du musée amérindien de Mashteuiatsh (1977), consacré à la protection de la culture et des traditions amérindiennes. 

## Distinctions
- 1993 : Prix Gérard-Morisset